# Quadrastichus diarthronomyiae
Quadrastichus diarthronomyiae is een vliesvleugelig insect uit de familie Eulophidae. De wetenschappelijke naam is voor het eerst geldig gepubliceerd in 1923 door Gahan.